# Magda Vášáryová
Magda Vášáryová (appelée également Magdaléna Vášáryová), née le 26 août 1948  à Banská Štiavnica (Tchécoslovaquie, actuellement en Slovaquie), est une actrice slovaque, aussi diplomate et femme politique, connue pour ses positions libérales anti-nationalistes.

## Biographie
En 1971, Magda Vášáryová termine ses études à l'université Comenius à Bratislava. Jusqu'en 1989, elle joue dans plusieurs théâtres slovaques — dont le Théâtre national slovaque — ainsi que dans de nombreux films. Elle est ambassadrice de Tchécoslovaquie en Autriche de 1990 à 1993, puis ambassadrice de Slovaquie en Pologne de 2000 à 2005. Elle est candidate à l'élection présidentielle de 1999, mais ne passe pas pour le second tour. De février 2005 à juillet 2006, elle occupe le poste de secrétaire d'État au ministère des Affaires étrangères de Slovaquie. Lors des élections législatives de 2006, elle est élue au Conseil national de la République slovaque pour l'Union démocrate et chrétienne slovaque - Parti démocrate (SDKÚ-DS).
Elle est la sœur de l'actrice Emília Vášáryová et est mariée avec Milan Lasica (de).

## Filmographie
- 1967 : Marketa Lazarová : Marketa Lazarová
- 1969 : Les Oiseaux, les Orphelins et les Fous (Vtackovia, siroty a blazni) : Martha
- 1969 : La Chasse royale de François Leterrier : Marthe jeune
- 1970 : Na kometě (L'Arche de monsieur Servadac) : Angelika
- 1974 : Les Affinités électives (Wahlverwandtschaften) de Siegfried Kühn : Ottilie
- 1974 : Skrytý pramen
- 1977 : Rusalka : Rusalka
- 1981 : Une blonde émoustillante (Postřižiny) de Jiří Menzel
- 1986 : La Joie silencieuse (Tichá radost) de Dušan Hanák
- 1988 : Zkrocení zlého muze
- 1988 : Juzná posta : Mária Jurkovicová
- 1988 : Eugene Onegin : Tatiana (comme Magdalena Vášáryová)
- 1991 : Súkromné zivoty